# Ариано-нель-Полезине
Ариано-нель-Полезине (итал. Ariano nel Polesine, вен. Ariàn) — город и коммуна в Италии, располагается в провинции Ровиго области Венето.
Население составляет 4883 человек, плотность населения составляет 61 чел./км². Занимает площадь 80 км². Почтовый индекс — 45012. Телефонный код — 00426.
Покровительницей коммуны почитается святая Дева Мария Снежная.